# Megastigmus sabinae
Megastigmus sabinae is een vliesvleugelig insect uit de familie Torymidae. De wetenschappelijke naam is voor het eerst geldig gepubliceerd in 1989 door Xu & He.